# Deià...Vu
Deià...Vu è l'undicesimo album in studio del cantautore britannico Kevin Ayers, pubblicato nel 1984.

## Tracce
1. Champagne and Valium
2. Thank God for a Sense of Humor
3. Take It Easy
4. Stop Playing with My Heart (You Are a Big Girl)
5. My Speeding Heart
6. Lay Lady Lay
7. Stop Playing With My Heart II
8. Be Aware of the Dog